# Jan Tomaszewski
Jan Tomaszewski   (Breslau, 9 de gener de 1948) és un exjugador de futbol polonès que jugava a la posició de porter.
Es va fer famós per un partit de classificació de la selecció de Polònia enfront Anglaterra i que significà l'eliminació d'aquesta darrera de la fase final de la Copa del Món de futbol 1974. Polònia es classificà per aquella Copa del Món i acabà en la tercera posició final. Tomaszewski aturà dos penals en dos partits diferents (a Staffan Tapper i Uli Hoeness). També guanyà una medalla d'argent als Jocs Olímpics de 1976 i jugà a la Copa del Món de 1978. Fou 63 cops internacional amb la selecció.
A nivell de clubs, al seu país jugà principalment al ŁKS Łódź. En aquells anys, el govern comunista prohibia als esportistes abandonar el país abans dels 30 anys. Després del Mundial de 1978, Tomaszewski va jugar al Beerschot belga i a l'Hèrcules d'Alacant, abans de retirar-se el 1984.